# مسابقات دو و میدانی قهرمانی آسیا ۲۰۱۷
مسابقات دو و میدانی قهرمانی آسیا ۲۰۱۷  بیست و دومین دوره مسابقات دو و میدانی قهرمانی آسیا بود. این مسابقات از ۶ تا ۹ ژوئیه ۲۰۱۷ در ورزشگاه چند مظوره کالینگا در شهر بوبانسوار کشور هند برگزار شد. بوبانسوار سومین شهر هندی بود که به عنوان میزبان مسابقات قهرمانی آسیا برگزیده شد. حدود ۵۶۰ ورزشکار از ۴۱ کشور آسیایی در این رویداد ورزشی حضور داشتند.
در ابتدا مقرر بود میزبانی این مسابقات در شهر رانچی ، در ایالت جارکند برگزار شود. پس از ناتوانی رانچی در میزبانی این رویداد، آنها از میزبانی استعفا دادند. در نهایت، شهر بوبانسوار در ایالت اودیسا با برگزاری یک چالش ۹۰ روزه موفق شد آمادگی لازم برای برگزاری این مسابقات را بدست آورد و به عنوان محل برگزاری این رویداد انتخاب شود. در ۳۰ مارس ۲۰۱۷ ارائه مفصل توسط آدیل سوماریوالا، رئیس AFI، بوبانسوار برای میزبانی مسابقات قهرمانی دو و میدانی آسیا توسط شورای انجمن دو و میدانی آسیا انتخاب شد. دوره قبلی مسابقات قهرمانی در ووهان چین از ۳ تا ۷ ژوئن ۲۰۱۵ برگزار شد.
مسابقات دو و میدانی قهرمانی آسیا توسط اتحادیه دو و میدانی آسیا هر دو سال یکبار برگزار می‌شود. بوبانسوار سومین شهر هندی است که میزبان مسابقات قهرمانی دو و میدانی آسیا است. شهرهای دهلی در سال ۱۹۸۹ میلادی اولین و پونه در سال ۲۰۱۳ دومین شهر هند بودند که میزبانی از این مسابقات را برعهده داشتند.
این مسابقات در راستای برگزاری مسابقات قهرمانی جهان برگزار شد. برندگان این مسابقات به طور مستقیم برای مسابقات جهانی ۲۰۱۷ به میزبانی انگلستان (لندن) که در ماه اوت برگزار می‌شود، حضور پیدا کردند. هند به عنوان میزبان، واجد شرایط به کارگیری سه ورزشکار در هر رشته به جای دو ورزشکار بود.

## مکان‌ها و زیرساخت‌ها

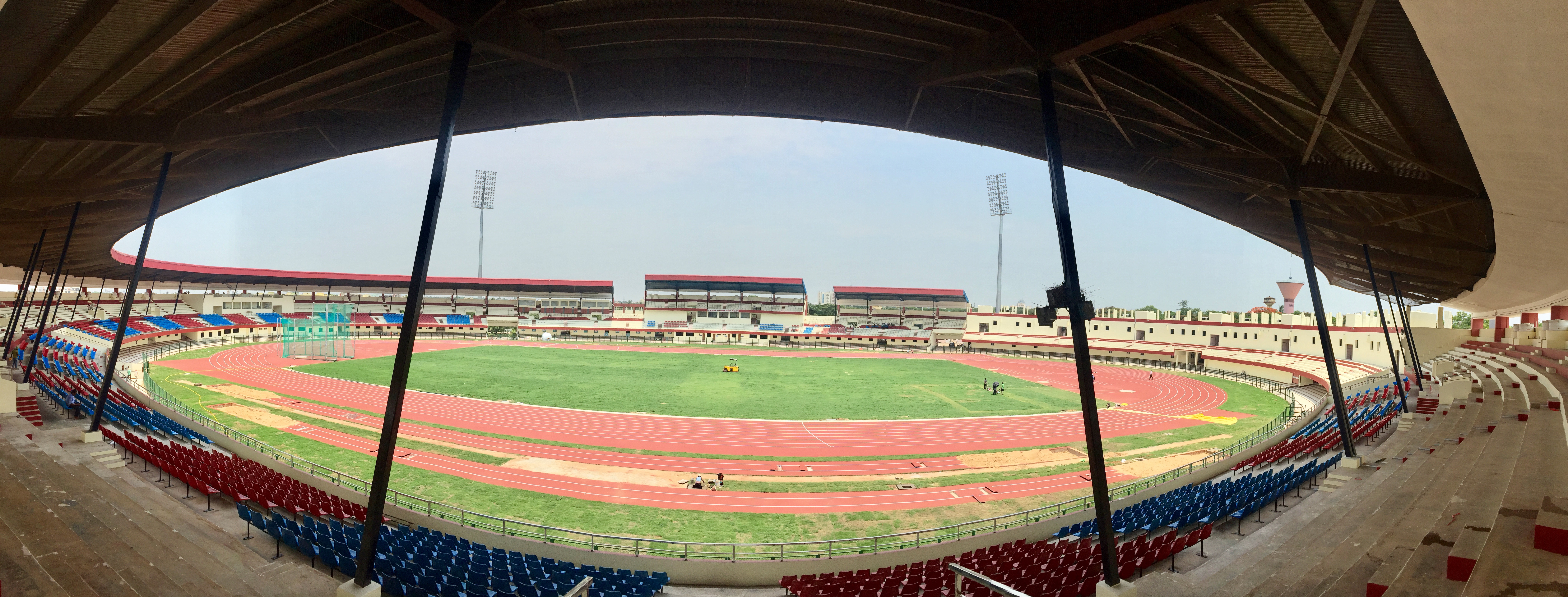
ورزشگاه کالینگا.

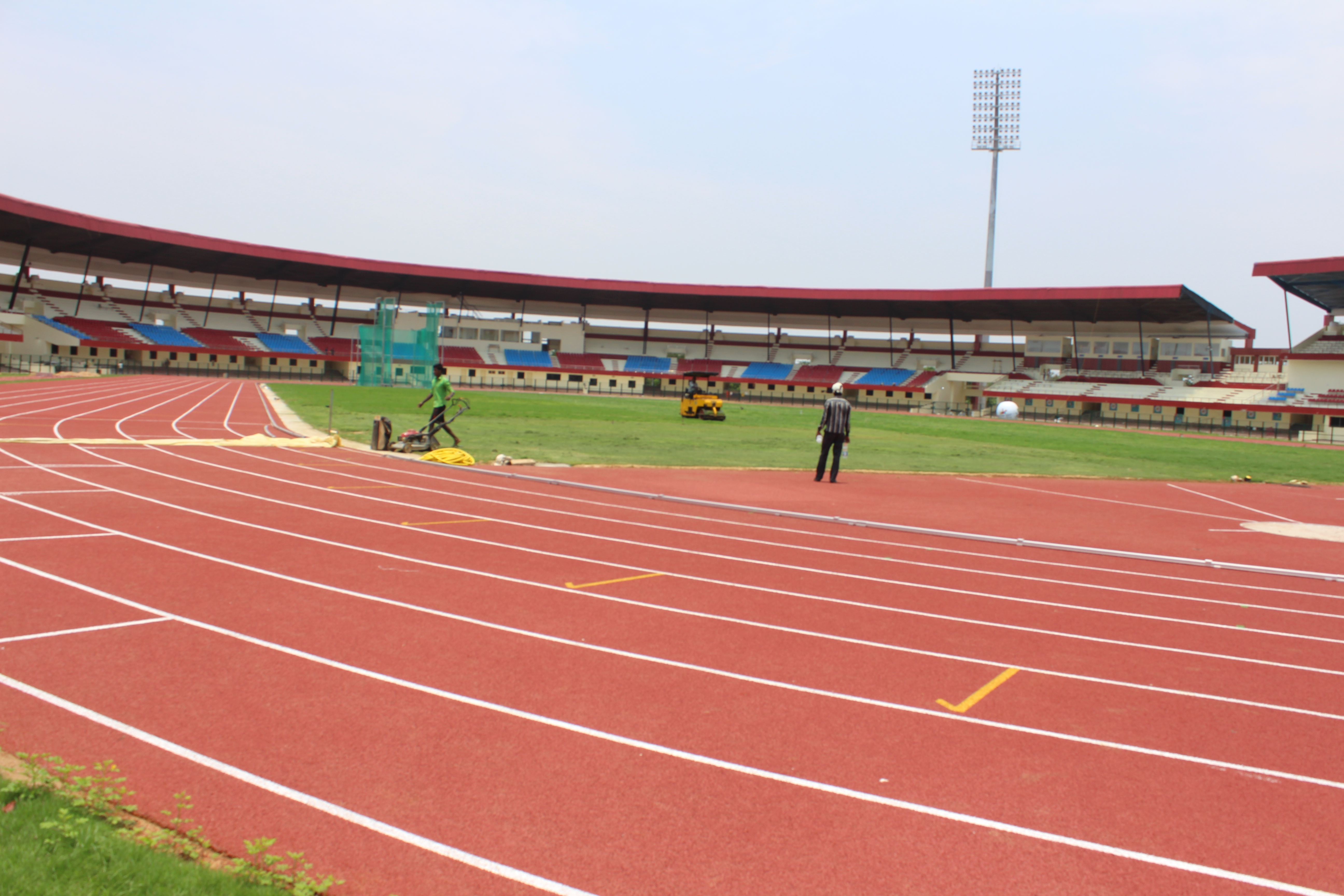
پیست مصنوعی ورزشگاه کالینگا به تازگی آماده شده است

این رویداد در ورزشگاه کالینگا در شهر بوبانسوار، در ایالت اودیسا برگزار شد. ورزشگاه کالینگا گنجایش نشستن ۵۰٬۰۰۰ تماشاگر را دارد. استادیوم با یک مسیر مصنوعی جدید، شامل نورافکن بازسازی شد و یک مرکز مقدماتی برای میزبانی این رویداد راه اندازی شد. پس از استعفای رانچی از میزبانی مسابقات دو و میدانی قهرمانی آسیا در سال ۲۰۱۷، هشتاد و ششمین جلسه شورای انجمن دو و میدانی آسیا بوبانسواررا به عنوان میزبان بیست و دومین دوره مسابقات قهرمانی دو و میدانی آسیا برگزید. دولت محلی اودیسا تصمیم گرفت ورزشگاه کالینگا را ظرف ۹۰ روز برای میزبانی این رویداد بازسازی کند که به آن چالش ۹۰ روزه نیز می‌گویند.

## لوگو و شگون‌نما

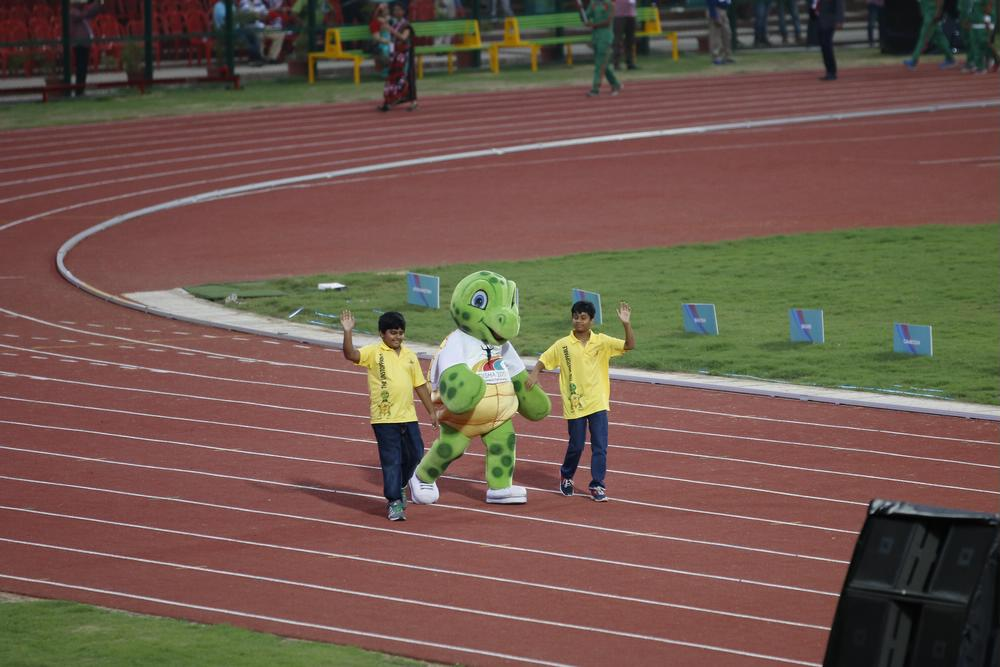
نماد اولی در مراسم افتتاحیه بیست و دومین دوره مسابقات دو و میدانی قهرمانی آسیا در بوبانسوار.

در ۸ مه ۲۰۱۷ میلادی، لوگو و نماد قهرمانی این رویداد منتشر شد. اولی، لاک پشت دریایی ریدلی زیتونی ، گونه‌ای در خطر انقراض که برای لانه سازی خود به سواحل Rushikulya و Gahirmatha اودیسا سفر می‌کند، به عنوان نماد انتخاب شد. مسیر رالی نماد قهرمانی که ۳۰ منطقه از ایالت اودیسا را پوشش می‌داد، توسط ناوین پاتنائیک، وزیر ارشد اودیسا، پرچم‌گذاری شد.

## فرهنگ

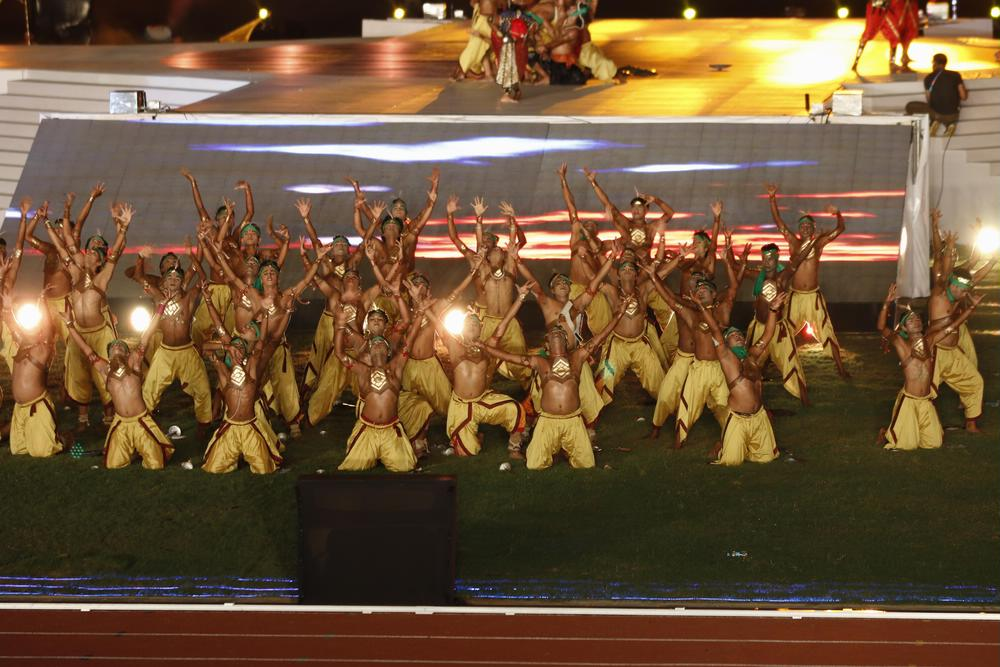
برنامه فرهنگی در AAC2017

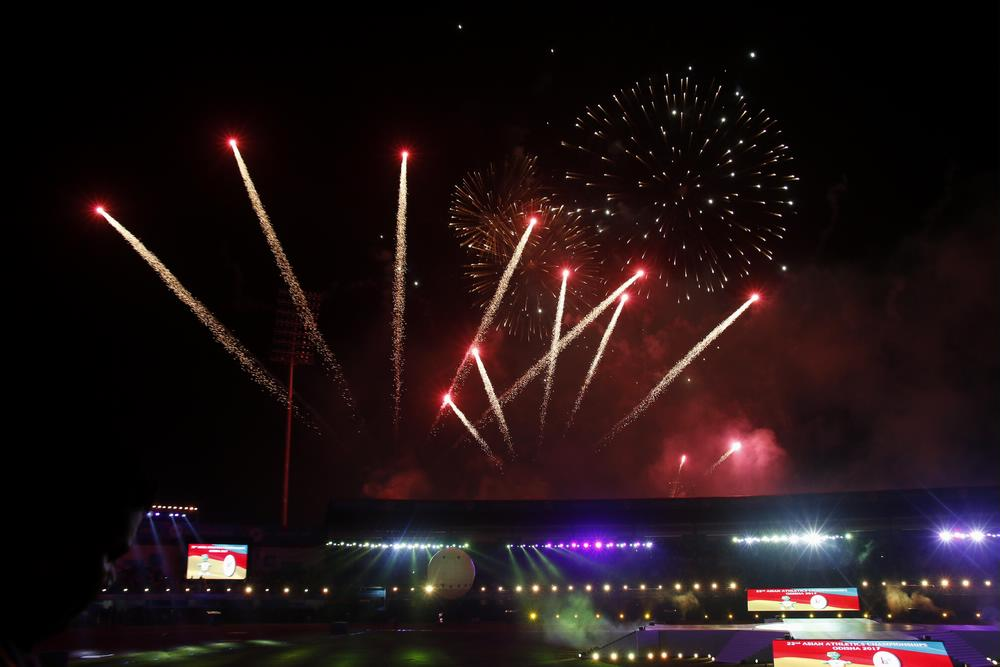
آتش بازی در روز گشایش رویداد

بیش از ۵۰۰ هنرمند در مراسم گشایش این رویداد ورزشی در ۵ ژوئیه ۲۰۱۷ به اجرای نمایش پرداختند. حدود ۴۰۰ رقصنده اوریسی در نمایشی از جنگ کالینگا و امپراتور خاراولا اجرا کردند. شنکار ماهادوان به همراه گروه خود آهنگ رنگاباتی را در این مراسم به همراه گروه رقص سامبالپوری اجرا کردند. به همراه آن، مراسم آتش بازی بزرگی نیز برای گشایش بازی‌ها انجام شد.

## پوشش رسانه‌ای
پرسار بهاراتی ، از طرف شبکه تلوزیونی دوردارشان (شرکت دولتی رسانه‌ای هند)(DD)، مجری انحصاری این رویداد برای بیست و دومین دوره مسابقات قهرمانی دو و میدانی آسیا بود. دوردارشان تمام تعهدات پخش‌کننده میزبان مسابقات قهرمانی را بر عهده گرفت و منبع اصلی این رویداد را تامین کرد.

## دوپینگ
آژانس ملی مبارزه با دوپینگ هندوستان (NADA) پس از بررسی نمونه‌های دریافتی، روشن کرد که تست دوپینگ ورزشکار Manpreet Kaur ، قهرمان آسیایی پرتاب وزنه، مثبت بوده است.

## خلاصه رویداد

### مردان

#### دو
| ماده | طلا                                                                                                  | طلا      | نقره | نقره     | برنز | برنز     |
| --- | --- | -------- | --- | -------- | --- | -------- |
| ۱۰۰ متر | حسن تفتیان · ایران                                                                                   | ۱۰٫۲۵    | فمی اوگونود · قطر                                                                                                | ۱۰٫۲۶    | یانگ چون هان · تایوان                                                                                               | ۱۰٫۳۱    |
| ۲۰۰ متر | یانگ چون هان · تایوان                                                                                | ۲۰٫۶۶    | Park Bong-go · کرهٔ جنوبی                                                                                         | ۲۰٫۷۶    | فمی اوگونود · قطر                                                                                                   | ۲۰٫۷۹    |
| ۴۰۰ متر | Mohammad Anas · هند                                                                                  | ۴۵٫۷۷    | آروکیا راجیو · هند                                                                                               | ۴۶٫۱۴    | Ahmed Mubarak Al-Saadi · عمان                                                                                       | ۴۶٫۳۹    |
| ۸۰۰ متر | Ebrahim Al-Zofairi · کویت                                                                            | ۱:۴۹٫۴۷  | Jamal Hairane · قطر                                                                                              | ۱:۴۹٫۹۴  | Jinson Johnson · هند                                                                                                | ۱:۵۰٫۰۷  |
| ۱۵۰۰ متر | Ajay Kumar Saroj · هند                                                                               | ۳:۴۵٫۸۵  | Jamal Hairane · قطر                                                                                              | ۳:۴۶٫۹۰  | مسلم نیادوست · ایران                                                                                                | ۳:۴۸٫۵۳  |
| ۵۰۰۰ متر | Govindan Lakshmanan · هند                                                                            | ۱۴:۵۴٫۴۸ | یاسر باغراب · قطر                                                                                                | ۱۴:۵۵٫۸۹ | Tariq Ahmed Al-Amri · عربستان سعودی                                                                                 | ۱۴:۵۶٫۸۳ |
| ۱۰٬۰۰۰ متر | Govindan Lakshmanan · هند                                                                            | ۲۹:۵۵٫۸۷ | Gopi Thonakal · هند                                                                                              | ۲۹:۵۸٫۸۹ | Adilet Kyshtakbekov · قرقیزستان                                                                                     | ۳۰:۰۶٫۶۵ |
| ۱۱۰ متر با مانع | Abdulaziz Al-Mandeel · کویت                                                                          | ۱۳٫۵۰    | Yaqoub Mohamed Al-Youha · کویت                                                                                   | ۱۳٫۵۹    | Ahmed Khader Al-Muwallad · عربستان سعودی                                                                            | ۱۳٫۶۱    |
| ۴۰۰ متر با مانع | Eric Cray · فیلیپین                                                                                  | ۴۹٫۵۷    | Chen Chieh · تایوان                                                                                              | ۴۹٫۷۵    | ام پی جابر · هند | ۵۰٫۲۲    |
| ۳۰۰۰ متر با مانع | حسین کیهانی · ایران                                                                                  | ۸:۴۳٫۸۲  | یاسر باغراب · قطر                                                                                                | ۸:۴۶٫۱۶  | Ali Ahmad Al-Amri · عربستان سعودی                                                                                   | ۸:۵۲٫۶۴  |
| ۴ × ۱۰۰ متر امدادی | چین (CHN) · تانگ شینگچیانگ · Liang Jinsheng · Bie Ge · Xu Haiyang · Xu Zhouzheng*                    | ۳۹٫۳۸    | تایلند (THA) · Kritsada Namsuwan · Bandit Chuangchai · Jirapong Meenapra · Jaran Sathoengram · Ruttanapon Sowan* | ۳۹٫۳۸    | هنگ کنگ (HKG) · So Chun Hong · Ng Ka Fung · Tang Yik Chun · تسوی چی هو · Wan Hin Chung*                             | ۳۹٫۵۳    |
| ۴ × ۴۰۰ متر امدادی | هند (IND) · Kunhu Muhammed · Amoj Jacob · آروکیا راجیو · Mohammad Anas · Mohan Kumar* · Sachin Roby* | ۳:۰۲٫۹۲  | سری‌لانکا (SRI) · Tharusha Dananjaya · Kalinga Kumarage · Ajith Premakumara · Dilip Ruwan                         | ۳:۰۴٫۸۰  | تایلند (THA) · Apisit Chamsri · Nattapong Kongkraphan · Jirayu Pleenaram · Phitchaya Sunthonthuam · Vitsanu Phosri* | ۳:۰۶٫۴۸  |
| WR:رکورد جهانی \| AR:رکورد قاره \| CR:رکورد مسابقات قهرمانی \| GR:رکورد بازی‌ها \| NR:رکورد ملی \| OR:رکورد المپیک \| PB:بهترین نتیجه فردی \| SB:بهترین نتیجه فصل \| WLبهترین رکورد فصل کنونی | |          | |          | |          |

- ورزشکاران با ستاره در مسابقات گرم اما نه در فینال رقابت کردند و مدال گرفتند.

#### میدانی
الگو:Athletics championships navigation
| ماده | طلا                      | طلا          | نقره                        | نقره         | برنز                         | برنز         |
| --- | ------------------------ | ------------ | --------------------------- | ------------ | ---------------------------- | ------------ |
| پرش ارتفاع | وو سانگ هیوک · کرهٔ جنوبی | ۲٫۳۰ متر =PB | Zhang Guowei · چین          | ۲٫۲۸ متر     | مجدالدین غزال · سوریه        | ۲٫۲۴ متر     |
| پرش با نیزه | Ding Bangchao · چین      | ۵٫۶۵ متر     | Masaki Ejima · ژاپن         | ۵٫۶۵ متر AJR | Ernest John Obiena · فیلیپین | ۵٫۵۰ متر     |
| پرش طول | Huang Changzhou · چین    | ۸٫۰۹ متر     | Chan Ming Tai · هنگ کنگ     | ۸٫۰۳ متر     | Shotaro Shiroyama · ژاپن     | ۷٫۹۷ متر     |
| پرش سه‌گام | ژو یامینگ · چین          | ۱۶٫۸۲ متر    | Mark Harry Diones · فیلیپین | ۱۶٫۴۵ متر    | Xu Xiaolong · چین            | ۱۶٫۴۵ متر    |
| پرتاب وزنه | علی ثمری · ایران         | ۱۹٫۸۰ متر    | تیجیندر پال سینگ تور · هند  | ۱۹٫۷۷ متر    | ایوان ایوانف · قزاقستان      | ۱۹٫۴۱ متر    |
| پرتاب دیسک | احسان حدادی · ایران      | ۶۴٫۵۴ متر    | Muhammad Irfan · مالزی      | ۶۰٫۹۶ متر    | Vikas Gowda · هند            | ۶۰٫۸۱ متر    |
| پرتاب چکش | دلشاد نظروف · تاجیکستان  | ۷۶٫۶۹ متر    | Wang Shizhu · چین           | ۷۳٫۸۱ متر    | Lee Yun-chul · کرهٔ جنوبی     | ۷۳٫۷۷ متر NR |
| پرتاب نیزه | نیراج چوپرا · هند        | ۸۵٫۲۳ متر CR | Ahmed Bader Magour · قطر    | ۸۳٫۷۰ متر    | Davinder Singh Kang · هند    | ۸۳٫۲۹ متر    |
| WR:رکورد جهانی \| AR:رکورد قاره \| CR:رکورد مسابقات قهرمانی \| GR:رکورد بازی‌ها \| NR:رکورد ملی \| OR:رکورد المپیک \| PB:بهترین نتیجه فردی \| SB:بهترین نتیجه فصل \| WLبهترین رکورد فصل کنونی |                          |              |                             |              |                              |              |

#### ترکیبی
الگو:Athletics championships navigation
| ماده | طلا                         | طلا            | نقره                   | نقره        | برنز         | برنز        |
| --- | --------------------------- | -------------- | ---------------------- | ----------- | ------------ | ----------- |
| ده‌گانه | Sutthisak Singkhon · تایلند | ۷۷۳۲ امتیاز PB | Kazuya Kawasaki · ژاپن | ۷۵۸۴ امتیاز | Guo Qi · چین | ۷۴۹۵ امتیاز |
| WR:رکورد جهانی \| AR:رکورد قاره \| CR:رکورد مسابقات قهرمانی \| GR:رکورد بازی‌ها \| NR:رکورد ملی \| OR:رکورد المپیک \| PB:بهترین نتیجه فردی \| SB:بهترین نتیجه فصل \| WLبهترین رکورد فصل کنونی |                             |                |                        |             |              |             |

### زنان

#### دو
الگو:Athletics championships navigation
| ماده                  | طلا                                                                                              | طلا      | نقره                                                                 | نقره     | برنز                                                                                          | برنز     |
| --------------------- | ------------------------------------------------------------------------------------------------ | -------- | -------------------------------------------------------------------- | -------- | --------------------------------------------------------------------------------------------- | -------- |
| ۱۰۰ متر               | Viktoriya Zyabkina · قزاقستان                                                                    | ۱۱٫۳۹    | اولگا صفرونوا · قزاقستان                                             | ۱۱٫۴۵    | دوته چاند · هند                                                                               | ۱۱٫۵۲    |
| ۲۰۰ متر               | Viktoriya Zyabkina · قزاقستان                                                                    | ۲۳٫۱۰    | Rumeshika Rathnayake · سری‌لانکا                                      | ۲۳٫۴۳    | اولگا صفرونوا · قزاقستان                                                                      | ۲۳٫۴۷    |
| ۴۰۰ متر               | گوا تی لن · ویتنام                                                                               | ۵۲٫۷۸    | Jisna Mathew · هند                                                   | ۵۳٫۳۲    | M. R. Poovamma · هند                                                                          | ۵۳٫۳۶    |
| ۸۰۰ متر               | Nimali Liyanarachchi · سری‌لانکا                                                                  | ۲:۰۵٫۲۳  | Gayanthika Abeyrathne · سری‌لانکا                                     | ۲:۰۵٫۲۷  | Fumika Omori · ژاپن                                                                           | ۲:۰۶٫۵۰  |
| ۱۵۰۰ متر              | پی یو چیترا · هند                                                                                | ۴:۱۷٫۹۲  | Geng Min · چین                                                       | ۴:۱۹٫۱۵  | Ayako Jinnouchi · ژاپن                                                                        | ۴:۱۹٫۹۰  |
| ۵۰۰۰ متر              | داریا ماسلووا · قرقیزستان                                                                        | ۱۵:۵۷٫۹۵ | علیا سعید محمد · امارات متحدهٔ عربی                                   | ۱۵:۵۹٫۹۵ | سانجیوانی جادهاو · هند                                                                        | ۱۶:۰۰٫۲۴ |
| ۱۰,۰۰۰ متر            | داریا ماسلووا · قرقیزستان                                                                        | ۳۲:۲۱٫۲۱ | Yuka Hori · ژاپن                                                     | ۳۲:۲۳٫۲۶ | Mizuki Matsuda · ژاپن                                                                         | ۳۲:۴۶٫۶۱ |
| ۱۰۰ متر با مانع       | Jung Hye-lim · کرهٔ جنوبی                                                                         | ۱۳٫۱۶    | ایاکو کیمورا · ژاپن                                                  | ۱۳٫۳۰    | Wang Dou · چین                                                                                | ۱۳٫۳۶    |
| ۴۰۰ متر با مانع       | Nguyễn Thị Huyền · ویتنام                                                                        | ۵۶٫۱۴    | Anu Raghavan · هند                                                   | ۵۷٫۲۲    | Sayaka Aoki · ژاپن                                                                            | ۵۸٫۱۸    |
| ۳۰۰۰ متر با مانع      | Sudha Singh · هند                                                                                | ۹:۵۹٫۴۷  | Hyo Gyong · کرهٔ شمالی                                                | ۱۰:۱۳٫۹۴ | Nana Sato · ژاپن                                                                              | ۱۰:۱۸٫۱۱ |
| ۱۰۰ متر امدادی ۴ نفره | قزاقستان (KAZ) · Rima Kashafutdinova · Viktoriya Zyabkina · Merjen Ishangulyyeva · اولگا صفرونوا | ۴۳٫۵۳    | چین (CHN) · Sun Fengyan · Kong Lingwei · Lin Huijun · Feng Lulu      | ۴۴٫۵۰    | هند (IND) · Merlin Joseph · Himashree Roy · Srabani Nanda · دوته چاند                         | ۴۴٫۵۷    |
| ۴۰۰ متر امدادی ۴ نفره | ویتنام (VIE) · Nguyễn Thị Oanh · گوا تی لن · Hoàng Thị Ngọc · Nguyễn Thị Huyền                   | ۳:۳۳٫۲۲  | ژاپن (JPN) · Sayaka Aoki · Kana Ichikawa · سیکا آویاما · Manami Kira | ۳:۳۷٫۷۴  | قزاقستان (KAZ) · Svetlana Golendova · Elina Mikhina · Adelina Akhmetova · Merjen Ishangulyeva | ۳:۳۷٫۹۵  |

#### میدانی
الگو:Athletics championships navigation
| ماده | طلا                            | طلا          | نقره                                                    | نقره        | برنز                            | برنز      |
| --- | ------------------------------ | ------------ | ------------------------------------------------------- | ----------- | ------------------------------- | --------- |
| پرش ارتفاع | نادیا دوسانووا · ازبکستان      | ۱٫۸۴ متر     | Yeung Man Wai · هنگ کنگWang Xueyi · چینLiu Jingyi · چین | ۱٫۸۰ متر    | جایزه داده نشد                  |           |
| پرش با نیزه | Chen Qiaoling · چین            | ۴٫۴۰ متر     | لی لینگ · چین                                           | ۴٫۲۰ متر    | Chayanusa Chomchuendee · تایلند | ۴٫۱۰ متر  |
| پرش طول | Bùi Thị Thu Thảo · ویتنام      | ۶٫۵۴ متر     | Nellickal V. Neena · هند                                | ۶٫۵۴ متر    | Nayana James · هند              | ۶٫۴۲ متر  |
| پرش سه‌گام | Mariya Ovchinnikova · قزاقستان | ۱۳٫۷۲ متر    | ایرینا اکتووا · قزاقستان                                | ۱۳٫۶۲ متر   | N.V. Sheena · هند               | ۱۳٫۴۲ متر |
| پرتاب وزنه | Manpreet Kaur · هند            | DQ (از ۲۰۱۶) | Guo Tianqian · چین                                      | ۱۷٫۹۱ متر   | Aya Ota · ژاپن                  | ۱۵٫۴۵ متر |
| پرتاب دیسک | Chen Yang · چین                | ۶۰٫۴۱ متر    | سابنرات اینسنگ · تایلند                                 | ۵۶٫۸۲ متر   | Lu Xiaoxin · چین                | ۵۵٫۲۷ متر |
| پرتاب چکش | Luo Na · چین                   | ۶۹٫۹۲ متر    | Liu Tingting · چین                                      | ۶۹٫۴۵ متر   | Hitomi Katsuyama · ژاپن         | ۶۰٫۲۲ متر |
| پرتاب نیزه | Li Lingwei · چین               | ۶۳٫۰۶ مترCR  | Dilhani Lekamage · سری‌لانکا                             | ۵۸٫۱۱ مترPB | آنو رانی · هند                  | ۵۷٫۳۲ متر |
| WR:رکورد جهانی \| AR:رکورد قاره \| CR:رکورد مسابقات قهرمانی \| GR:رکورد بازی‌ها \| NR:رکورد ملی \| OR:رکورد المپیک \| PB:بهترین نتیجه فردی \| SB:بهترین نتیجه فصل \| WLبهترین رکورد فصل کنونی |                                |              |                                                         |             |                                 |           |

الگو:Athletics championships navigation
| ماده | طلا                 | طلا           | نقره                | نقره        | برنز                 | برنز        |
| --- | ------------------- | ------------- | ------------------- | ----------- | -------------------- | ----------- |
| هفت‌گانه | Swapna Barman · هند | ۵۹۴۲ امتیازPB | Meg Hemphill · ژاپن | ۵۸۸۳ امتیاز | پورنیما همبرام · هند | ۵۷۹۸ امتیاز |
| WR:رکورد جهانی \| AR:رکورد قاره \| CR:رکورد مسابقات قهرمانی \| GR:رکورد بازی‌ها \| NR:رکورد ملی \| OR:رکورد المپیک \| PB:بهترین نتیجه فردی \| SB:بهترین نتیجه فصل \| WLبهترین رکورد فصل کنونی |                     |               |                     |             |                      |             |

## شمارش مدال
کلید

| رتبه            | کشور                    | طلا | نقره | برنز | مجموع |
| --------------- | ----------------------- | --- | ---- | ---- | ----- |
| ۱               | هند (IND)*              | ۱۰  | ۶    | ۱۳   | ۲۹    |
| ۲               | چین (CHN)               | ۸   | ۷    | ۵    | ۲۰    |
| ۳               | قزاقستان (KAZ)          | ۴   | ۲    | ۱    | ۷     |
| ۴               | ایران (IRI)             | ۴   | ۰    | ۱    | ۵     |
| ۵               | ویتنام (VIE)            | ۴   | ۰    | ۰    | ۴     |
| ۶               | کرهٔ جنوبی (KOR)         | ۲   | ۱    | ۱    | ۴     |
| ۷               | کویت (KWT)              | ۲   | ۱    | ۰    | ۳     |
| ۸               | قرقیزستان (KGZ)         | ۲   | ۰    | ۱    | ۳     |
| ۹               | سری‌لانکا (SRI)          | ۱   | ۴    | ۰    | ۵     |
| ۱۰              | تایلند (THA)            | ۱   | ۲    | ۲    | ۵     |
| ۱۱              | تایوان (TPE)            | ۱   | ۱    | ۱    | ۳     |
| ۱۱              | فیلیپین (PHI)           | ۱   | ۱    | ۱    | ۳     |
| ۱۳              | ازبکستان (UZB)          | ۱   | ۰    | ۰    | ۱     |
| ۱۳              | تاجیکستان (TJK)         | ۱   | ۰    | ۰    | ۱     |
| ۱۵              | ژاپن (JPN)              | ۰   | ۶    | ۸    | ۱۴    |
| ۱۶              | قطر (QAT)               | ۰   | ۶    | ۱    | ۷     |
| ۱۷              | هنگ کنگ (HKG)           | ۰   | ۲    | ۱    | ۳     |
| ۱۸              | امارات متحدهٔ عربی (UAE) | ۰   | ۱    | ۰    | ۱     |
| ۱۸              | مالزی (MYS)             | ۰   | ۱    | ۰    | ۱     |
| ۱۸              | کرهٔ شمالی (PRK)         | ۰   | ۱    | ۰    | ۱     |
| ۲۱              | عربستان سعودی (KSA)     | ۰   | ۰    | ۳    | ۳     |
| ۲۲              | سوریه (SYR)             | ۰   | ۰    | ۱    | ۱     |
| ۲۲              | عمان (OMN)              | ۰   | ۰    | ۱    | ۱     |
| مجموع (۲۳ کشور) | مجموع (۲۳ کشور)         | ۴۲  | ۴۲   | ۴۱   | ۱۲۵   |

## کشورهای شرکت‌کننده
در مجموع ۵۶۰ ورزشکار از ۴۱ کشور در این رویداد حضور داشتند.
- افغانستان (۷)
- بنگلادش (۱۸)
- بحرین (۱)
- بوتان (کشور) (۱)
- کامبوج (۲)
- چین (۵۰)
- تایوان (۲۳)
- هنگ کنگ (۱۵)
- هند (۸۷)
- اندونزی (۴)
- ایران (۱۴)
- عراق (۱۰)
- ژاپن (۵۴)
- اردن (۴)
- قزاقستان (۲۹)
- کویت (۱۸)
- قرقیزستان (۶)
- لبنان (۸)
- ماکائو (۵)
- مالزی (۱۹)
- مالدیو (۱۰)
- مغولستان (۴)
- میانمار (۳)
- نپال (۵)
- کره شمالی (۴)
- عمان (۹)
- پاکستان (۵)
- فیلیپین (۷)
- قطر (۱۰)
- عربستان سعودی (۱۴)
- سنگاپور (۹)
- کره جنوبی (۲۱)
- سری‌لانکا (۲۱)
- سوریه (۲)
- تاجیکستان (۷)
- تایلند (۲۷)
- تیمور شرقی (۳)
- امارات متحده عربی (۸)
- ازبکستان (۷)
- ویتنام (۶)
- یمن (۳)

## آلبوم عکس

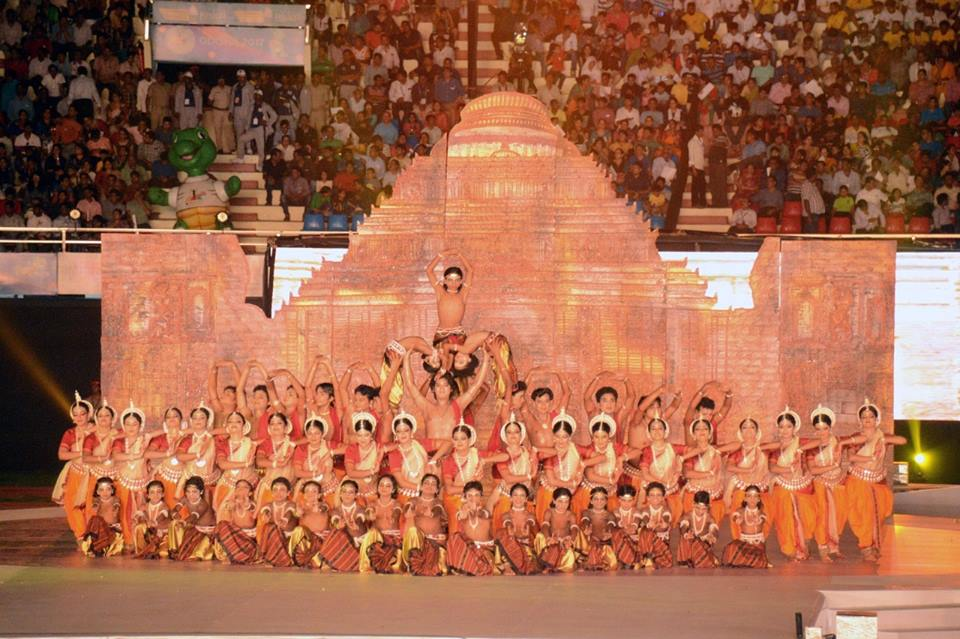
مراسم گشایش مسابقات دو و میدانی قهرمانی آسیا .۲۰۱۷
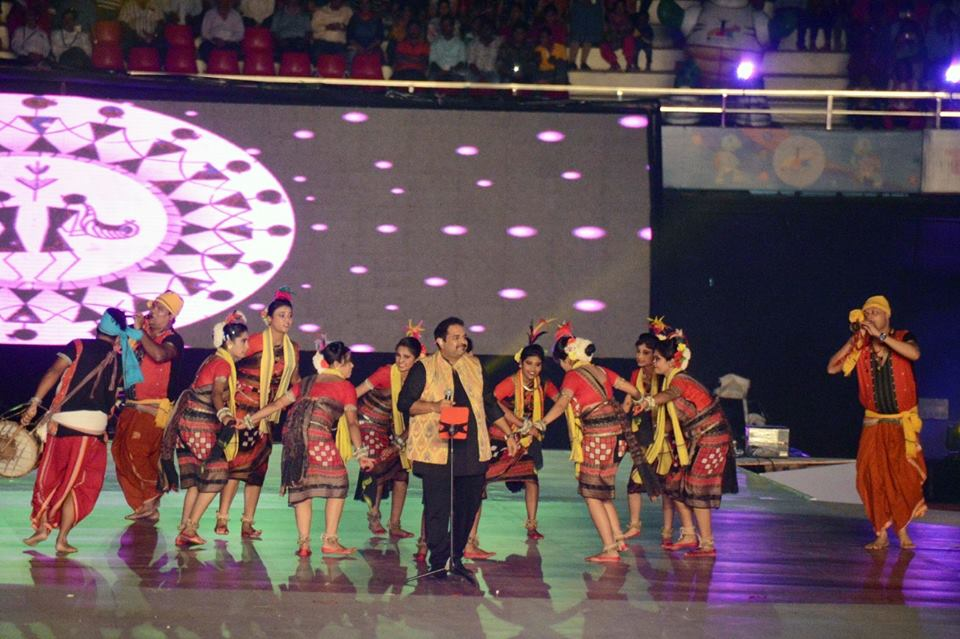
مراسم گشایش مسابقات دو و میدانی قهرمانی آسیا ۲۰۱۷.
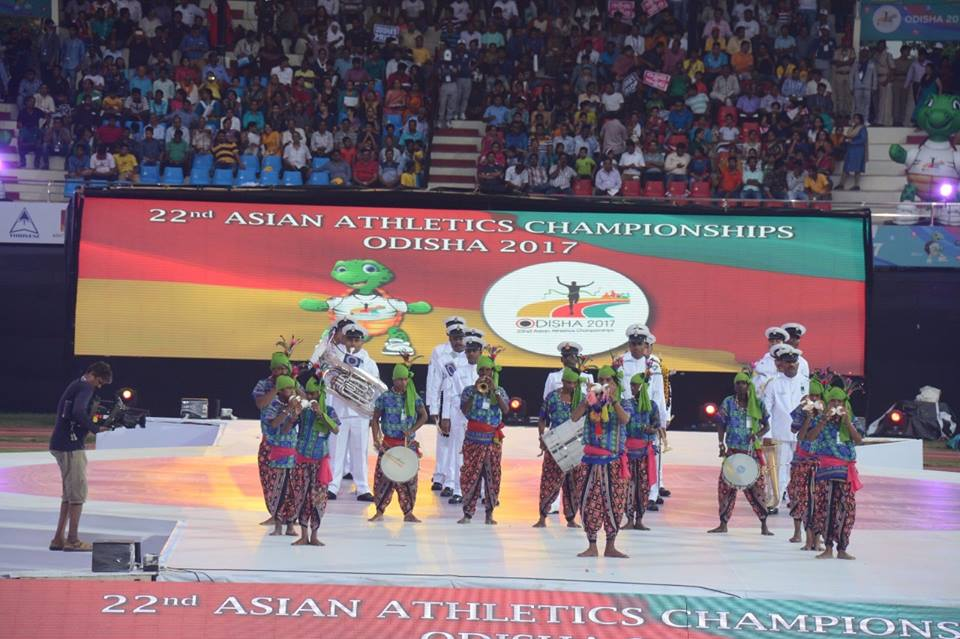
مراسم گشایش مسابقات دو و میدانی قهرمانی آسیا ۲۰۱۷.
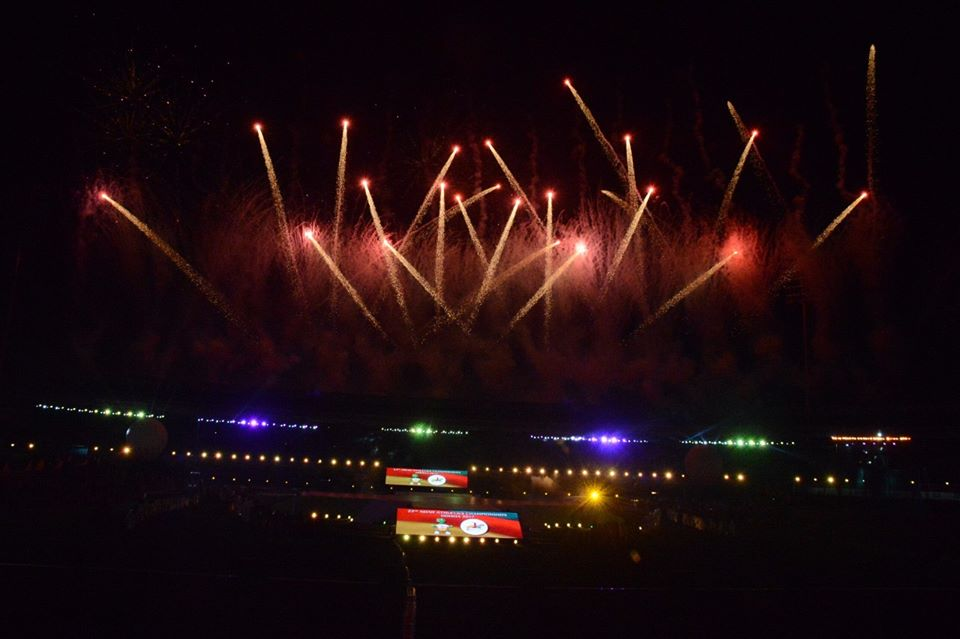
آتش بازی مراسم گشایش مسابقات دو و میدانی قهرمانی آسیا ۲۰۱۷.
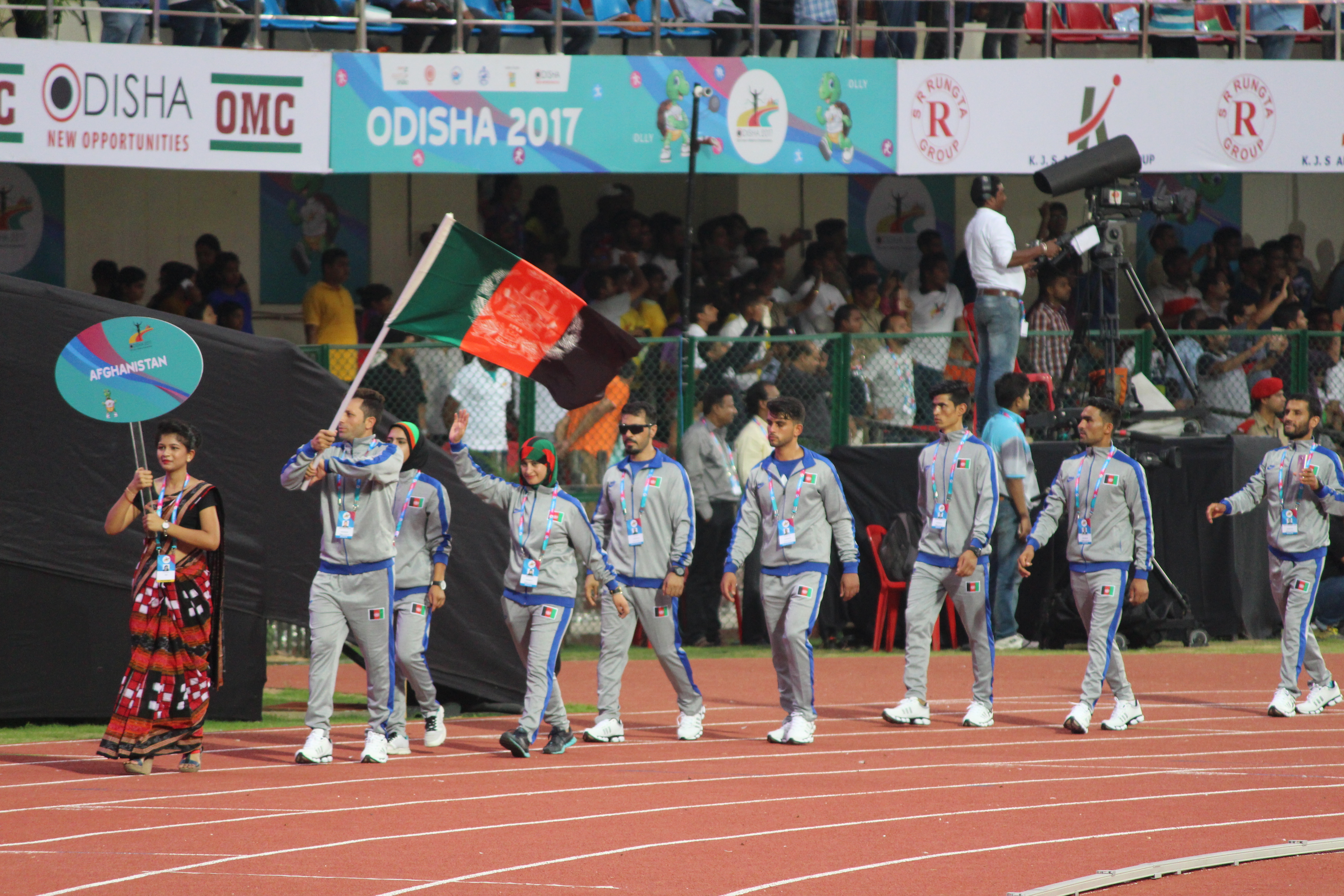
ورزشکارانی از افغانستان با حمل پرچم این کشور در مراسم گشایش.
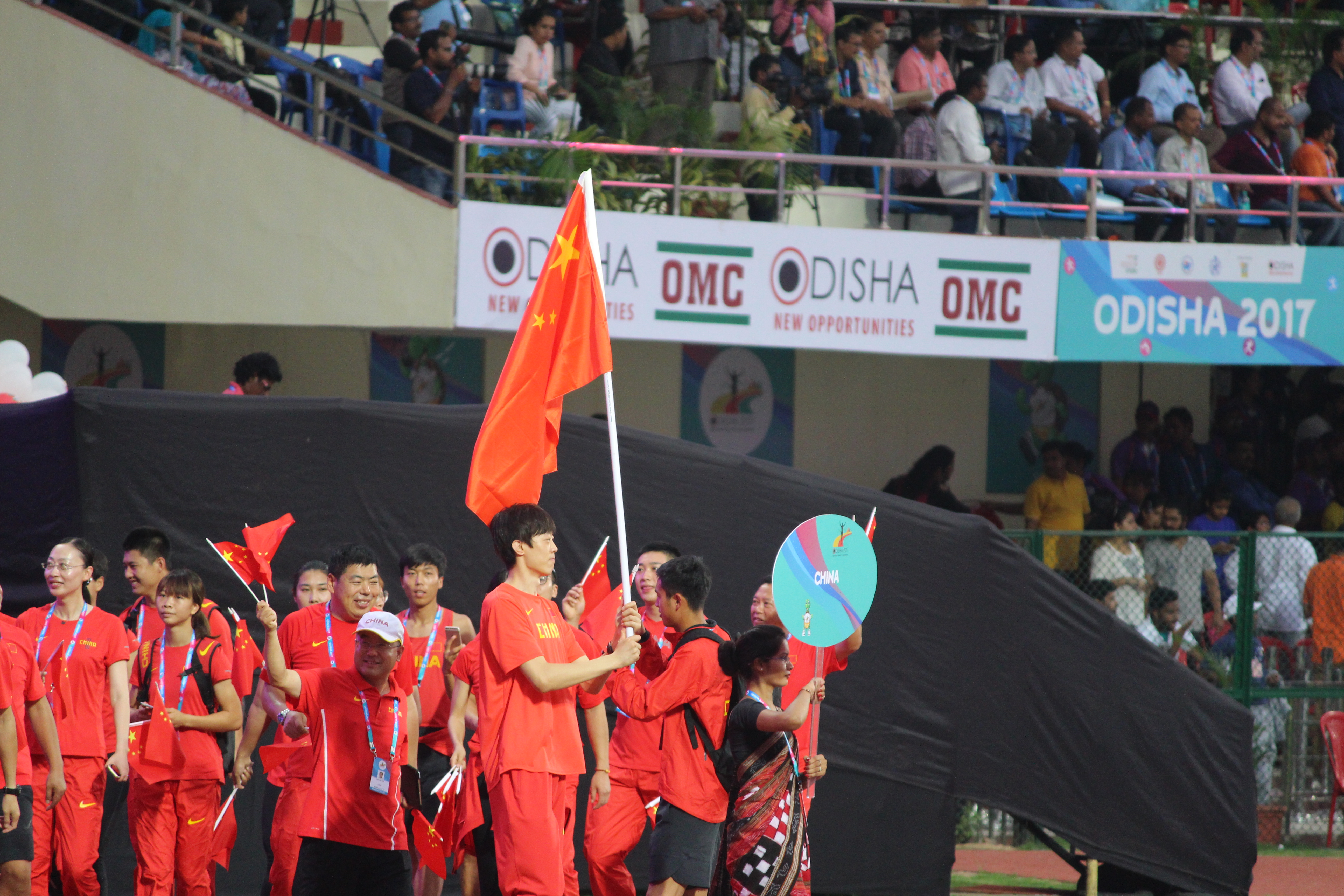
ورزشکارانی از چین با پرچم این کشور در مراسم گشایش.
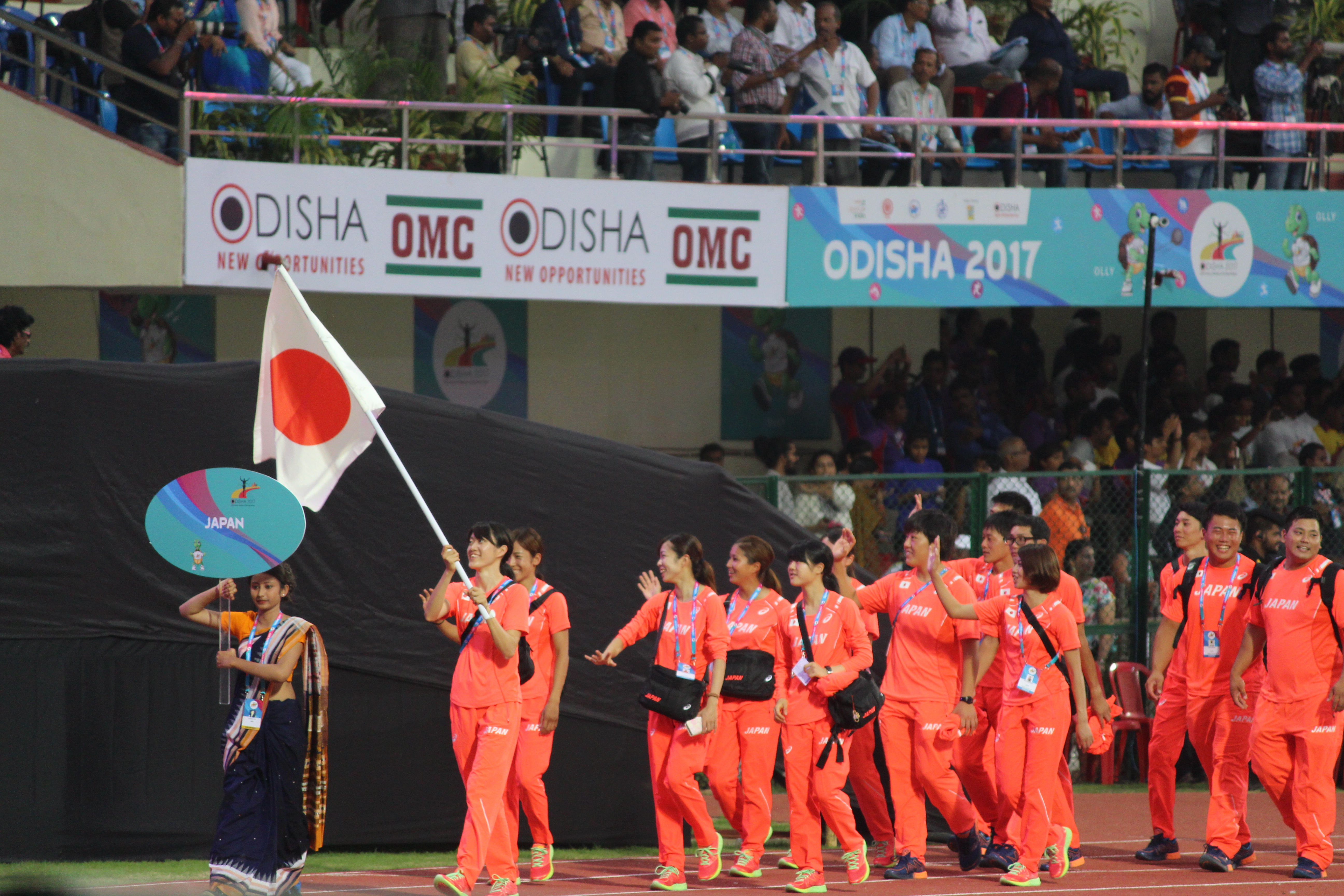
ورزشکاران ژاپنی با پرچم ژاپن در مراسم گشایش.
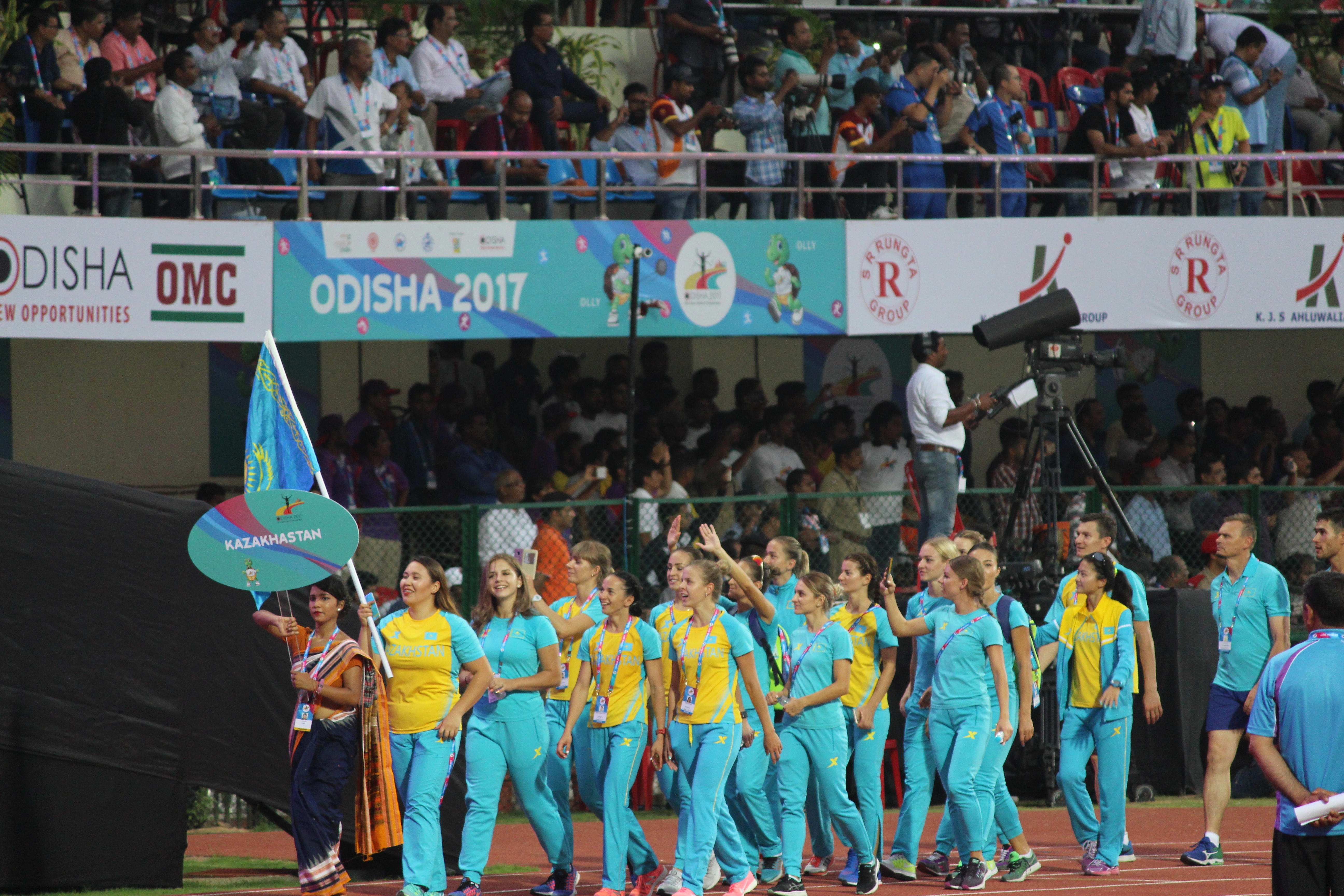
ورزشکاران قزاقستان با پرچم قزاقستان در مراسم گشایش.
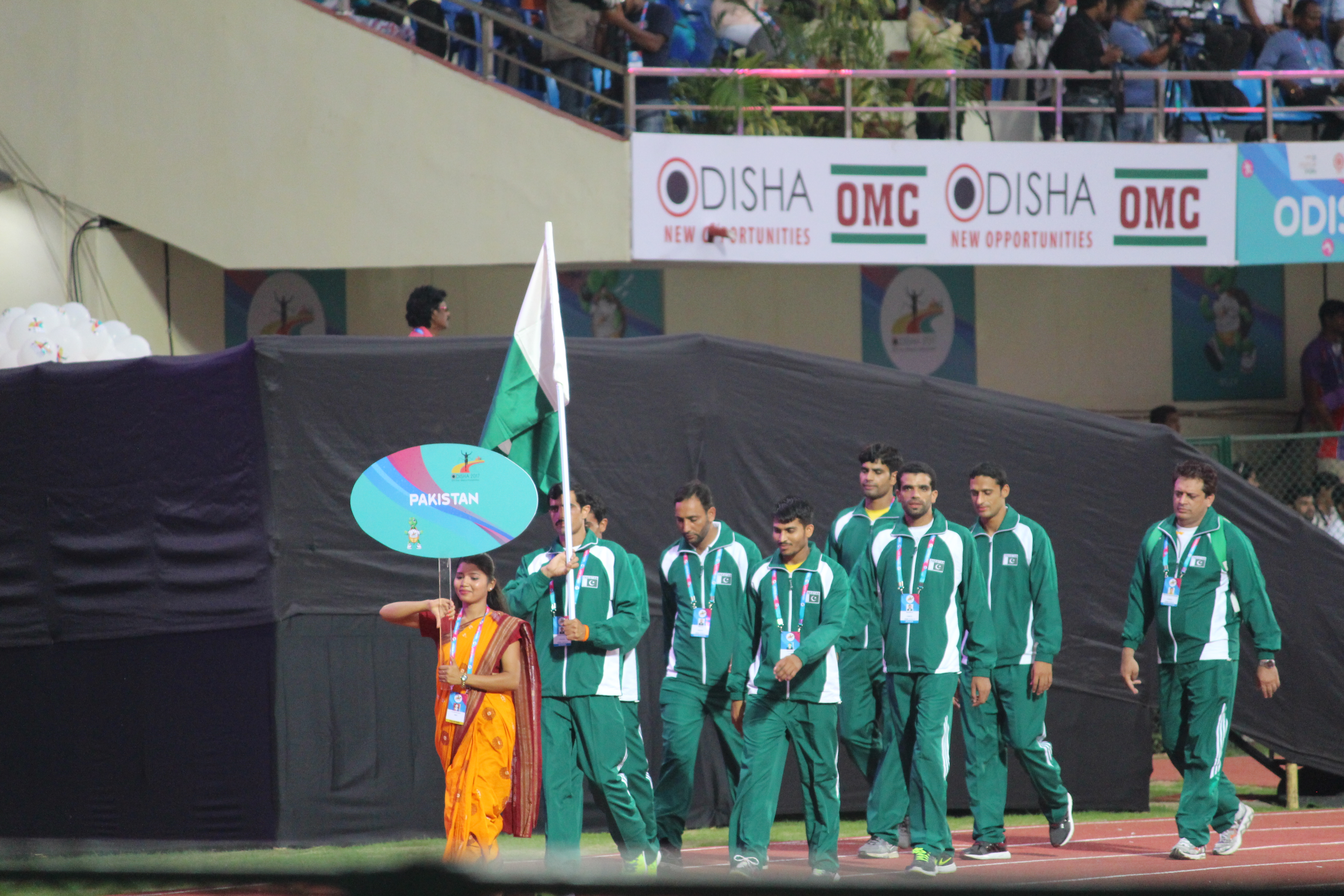
ورزشکارانی از پاکستان با پرچم پاکستان در مراسم گشایش.
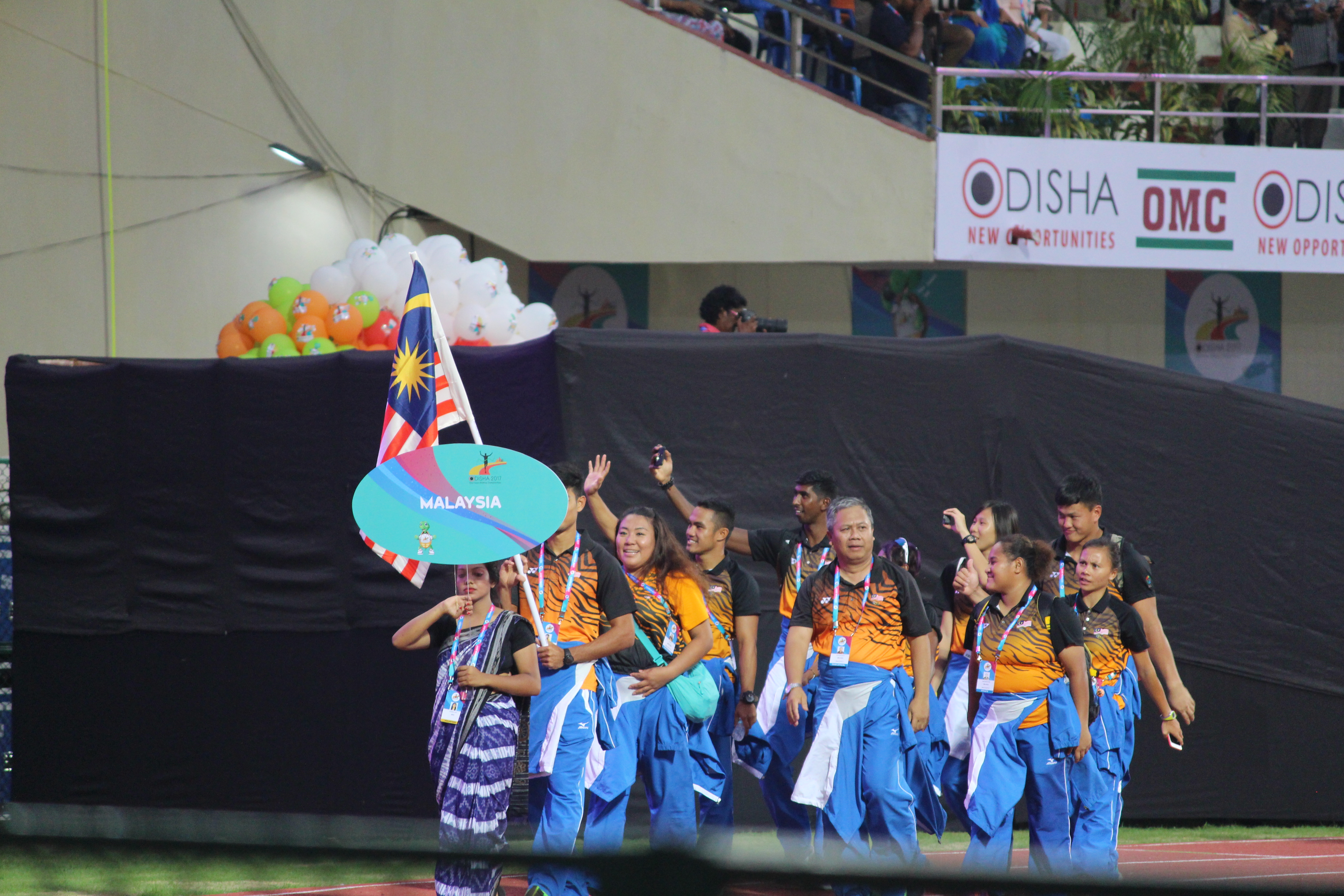
ورزشکاران مالزی با پرچم مالزی در مراسم گشایش.
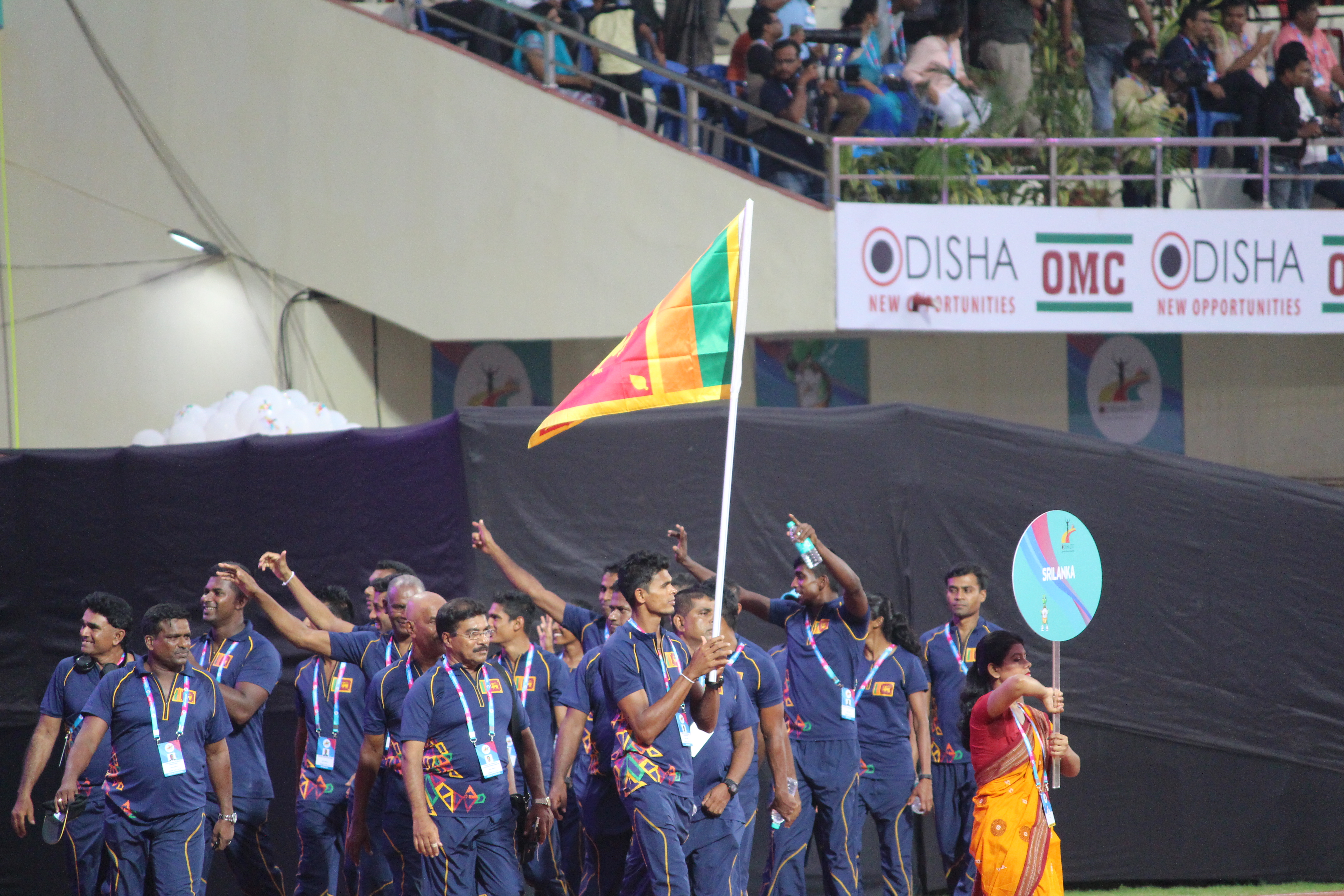
ورزشکاران سریلانکا با پرچم سریانکا در مراسم گشایش.
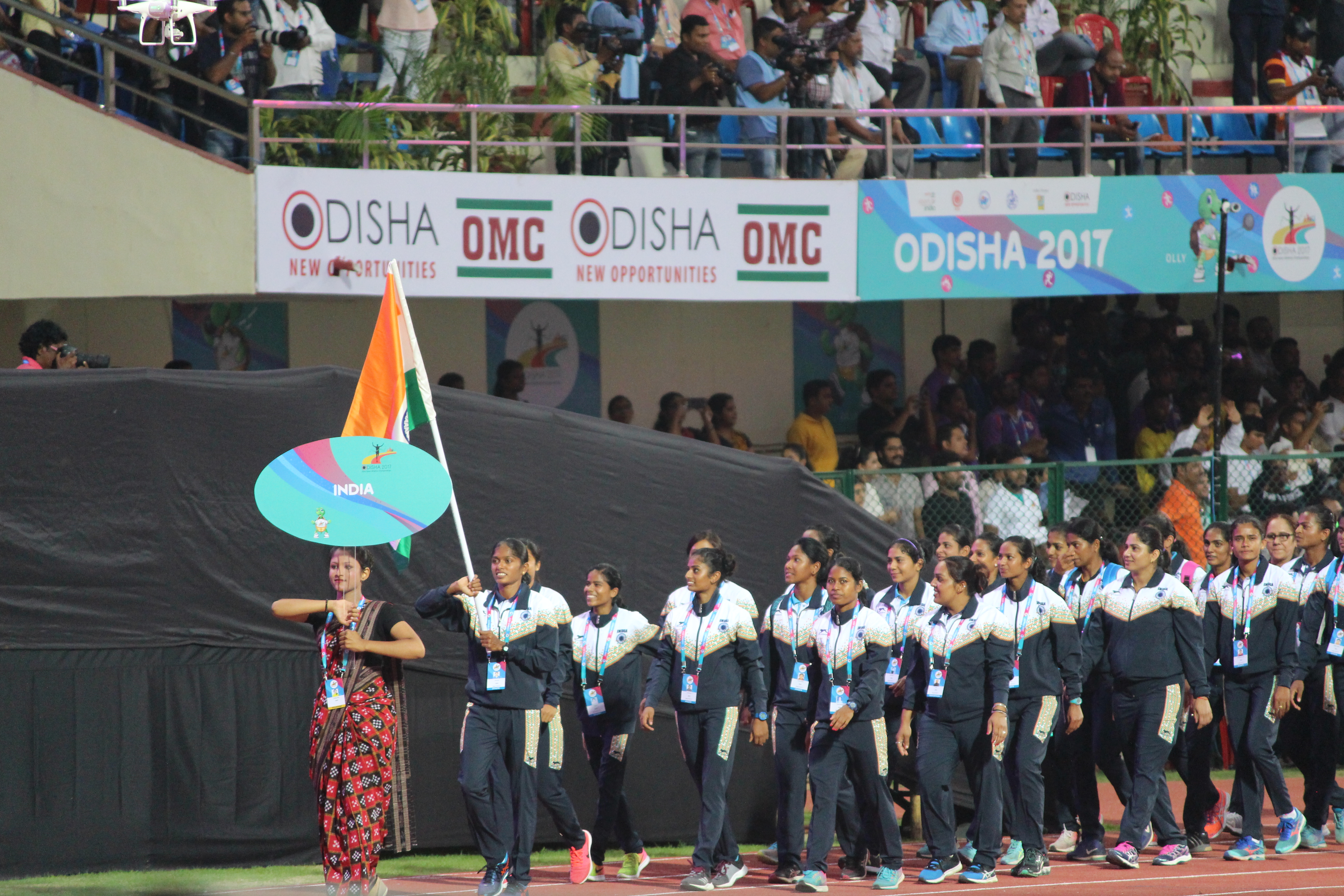
ورزشکارانی از هند با پرچم هندوستان در مراسم گشایش.
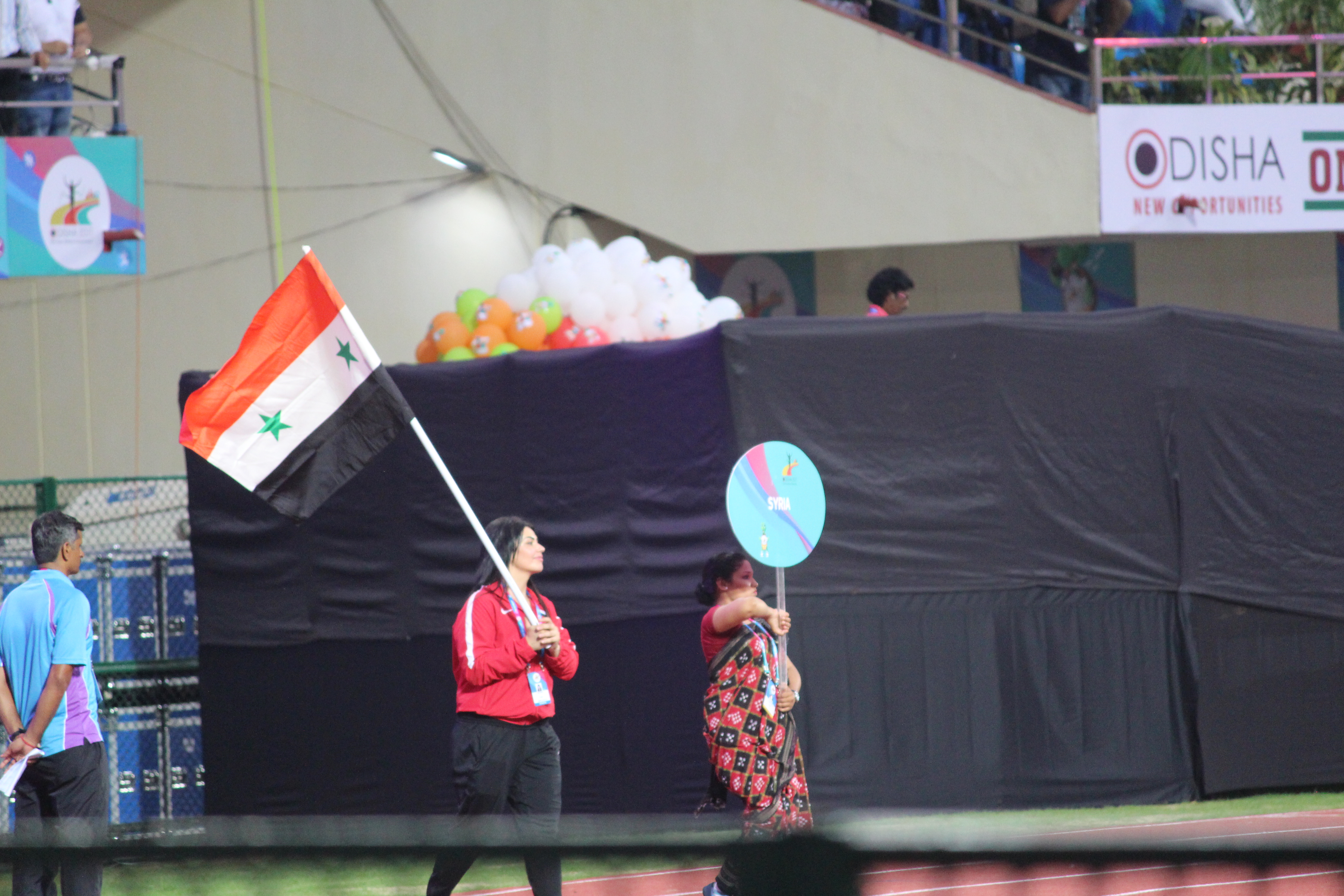
هیبه عمر از سوریه با پرچم سوریه در مراسم گشایش.